# Zankoku na tenshi no these
«Zankoku na tenshi no these» (残酷な天使のテーゼ, Zankoku na tenshi no tēze, "La tesi de l'àngel cruel"), coneguda amb el títol internacional oficial de "The Cruel Angel's Thesis", és una cançó J-Pop interpretada per la cantant japonesa Yōko Takahashi. La cançó, composta per ésser el tema musical inicial de la sèrie de televisió anime Neon Genesis Evangelion, va ser publicada com a senzill el 25 d'octubre de 1995 a la cara A, amb "Fly Me to the Moon" a la cara B. Composta per Toshiyuki Ōmori i Hidetoshi Satō amb lletra de Neko Oikawa, es va incloure a l'àlbum que contenia la banda sonora de l'anime (a partir del primer Neon Genesis Evangelion - Original Soundtrack 1) i Li-La, sisè àlbum de Takahashi.
Els crítics musicals van rebre favorablement «Zankoku na tenshi no these», que amb el pas del temps s’ha convertit en una de les peces més famoses de la cançó japonesa i una fita de l'anomenada anisong, és a dir, cançons especialment creades per a sèries d'anime. Anys després de la primera emissió d'Evangelion, encara és una de les cançons més populars del karaoke japonès, guanyant nombroses enquestes de popularitat i reconeixement. La cançó temàtica i el seu vídeo oficial han adquirit més notorietat a Internet a través de diverses versions i paròdies, que han contribuït a convertir-la en un dels openings més famosos de la història de l'animació.

## Producció

### Gènesi de la peça i composició de l'acompanyament musical
Hideaki Anno, director de Neon Genesis Evangelion, durant la producció va recomanar utilitzar una peça de música clàssica existent com a tema inicial de la sèrie. La seva elecció va recaure inicialment en "Danses polovtsianes", del segon acte de l'òpera Kniaz' Igor del compositor rus Aleksandr Borodín. L'emissora de televisió TV Tokyo va rebutjar la proposta, considerant que aquesta cançó no era adequada; una composició clàssica com la del príncep Igor, segons els productors, no hauria estat clara. L'estudi Gainax es va posar en contacte amb Hidetoshi Satō i Toshiyuki Ōmori per escriure una peça inèdita en lloc del compositor general de la banda sonora, Shirō Sagisu. Tot i que no està acreditat oficialment, Toshimichi Ōtsuki, membre de King Records i productor oficial de la sèrie d’animació, també es va encarregar personalment de l'arranjament. Va exigir una cançó «captivadora»; la música es va compondre finalment amb la tonalitat en do menor.

### Text
La redacció del text va ser confiada a Neko Oikawa; va ser el mateix Ōtsuki qui la va instruir sobre el tema, demanant-li que escrivís alguna cosa «filosòfica» i que fes servir un llenguatge complicat. Es va dedicar especialment als conceptes clau de «mare», «nens i nenes de catorze anys» i «una dona adulta». Oikawa, seguint les directrius rebudes, la va completar en dues hores, després d'haver rebut una introducció superficial a l'anime i sense haver conegut mai Hidetoshi Satō: ella i el seu gerent van veure ràpidament els dos primers episodis, els únics produïts aleshores, i un document de presentació del projecte. A l'autora se li va acudir la figura d'una dona, una mare que no vol que el seu fill es converteixi en adult, i va escriure un text ambigu, amb presència abundant de figures retòriques. El text comença amb la veu d'una dona que aconsella a un jove que es comporti com un àngel despietat, animant-lo a cridar «shin wa ni nare» (神話になれ, literalment «esdevé un mite»). Per a la dona, el noi encara és innocent i ingenu, ja que la mira sense dir res, somrient; ella el convida suaument a descansar, dient-li:
| «          | (japonès) ずっと眠ってる私の愛の揺りかご あなただけが 夢の使者に呼ばれる朝がくる | (català) Dormint molt de temps al bressol del meu amor, arriba el matí quan el missatger dels somnis us cridarà. | » |
| — vv.16-17 |                                                                                  | |   |

La dona, tranquil·litzant-lo que la seva trobada va ser elegida d'alguna manera pel destí, li revela que: 
| «      | (japonès) その背中には遥か未来めざすための羽根があること | (català) A l'esquena tens plomes que et portaran al futur | » |
| — v. 9 |                                                          |                                                           |   |

Per al títol, Oikawa va utilitzar la paraula alemanya These (テーゼ), «Tesi», manllevada de la terminologia filosòfica. Yahoo! Japan va assenyalar com el concepte de these va ser utilitzat entre d'altres pel filòsof Georg Wilhelm Friedrich Hegel, exponent de l'idealisme alemany. L'escriptor es va inspirar en un manga de Moto Hagio que es publicava llavors, Zankoku na kami ga shihai suru, i va inserir-hi el terme tenshi (天使), utilitzat normalment per referir-se als àngels de la mitologia judeocristiana. Al text, com una referència religiosa més, s'hi va afegir el vers «Watashi wa sō jiyū o shiru tame no baiburu» (私はそう自由を知るためのバイブル, és a dir: «Això és la Bíblia amb la qual aprendràs què és la llibertat»). Al principi va pensar acabar la cançó amb el lema «kyōki ni nare» (凶器になれ), que es pot traduir per «esdevé una arma», o, si s'escriu amb el kanji 狂気 (kyōki), per «embogeix», però la proposta va quedar arxivada sota el consell de la pròpia TV Tokyo, que va sol·licitar el canvi per «shin wa ni nare», és a dir, «esdevé un mite». El final en imperatiu es va mantenir, mantenint intacta la idea d'una persona adulta dirigint-se a un noi jove. Per a Devin Meenan de Comic Book Resources el text podria fer referència a Yui Ikari, mare del protagonista Shinji, o a Misato Katsuragi, que l'anima a sortir de la seva closca. Kotono Mitsuishi, actriu de veu japonesa de Misato, va donar una interpretació semblant; Mitsuishi va declarar en una entrevista que el vers «Megami nante narenai mama watashi wa ikiru» (女神なんてなれないまま私は生きる, lit. ‘Encara que no em converteixi mai en deessa, continuaré vivint’) «li va travessar el cor», creient que «aquella era la veu de Misato».
A Zankoku na tenshi no these també s'hi va inserir un cor d'entreacte amb les paraules faria (ファリアー) i setameso (セタメソー); tanmateix, les paraules d'interludi no són paraules d'un idioma existent, i van ser creades per l'arranjador Toshiyuki Ōmori. El cor va ser cantat pel mateix Ōmori, Takahashi i el seu germà, Gō Takahashi.

### Gravació
Per a la gravació es va contactar amb la cantant Yōko Takahashi, ja coneguda per haver prestat la veu a alguns temes d'espectacles japonesos en anys anteriors; en el moment de gravar la cançó, encara no havia vist l'anime i no se li va donar cap informació. Ōmori va concloure l'acord, tot i que d'una manera aproximada, i Takahashi va establir una pista temporal cantant la melodia només amb la síl·laba «la». Un cop preparat el text final, es va demanar a l'artista, que tenia quasi trenta anys, que adoptés un to de veu més infantil i adolescent; quan va rebre una demo de la base per provar Takahashi, va trobar algunes dificultats, tant pel registre lingüístic escollit per Oikawa, com pel tempo. Inicialment també hi havia un cor masculí acompanyant, posteriorment eliminat per Hideaki Anno per tal de subratllar encara més el concepte de maternitat.

## Publicació
El 25 d'octubre de 1995 es va publicar "The Cruel Angel's Thesis" com a senzill en dues versions diferents: en la primera, amb un preu de portada de 1.049 iens, va anar acompanyada d'una cançó de Takahashi titulada Tsuki no meikyū (月の迷宮, lit. "El laberint de la Lluna"); el segon, amb un cost de 961 iens, també va incloure "Fly Me to the Moon" de Claire Littley, el tema final de la sèrie. Aquesta versió es va reeditar posteriorment el 26 de març de 2003, amb motiu de la publicació de la Renewal Edition d'Evangelion. La cançó també es va afegir als diversos àlbums dedicats a les bandes sonores de l'anime, començant per Neon Genesis Evangelion I, el 22 de novembre de 1995; en la posterior Neon Genesis Evangelion II, publicat el 16 de febrer de 1996, es va incloure TV Size Version, una versió reduïda utilitza per transmetre a la televisió de Tòquio. Posteriorment es va incloure en altres publicacions, com la caixa especial The day of Second Impact (13 de setembre de 2000), Neon Genesis Evangelion: S² Works (llançat el 4 de desembre de 1998), Refrain of Evangelion (23 de maig de 2003), Neon Genesis Evangelion Decade (26 de novembre de 2005), A.T. EVA01 Reference CD (21 de desembre de 2007), Shin Godzilla vs. Evangelion Symphony (27 de desembre de 2017), Evangelion Finally, llançat a l'octubre de 2020, i Neon Genesis Evangelion Soundtrack: 25th Anniversary Box, una caixa que conté diverses versions de la cançó temàtica.
Hi va haver diverses recopilacions i antologies separades de la banda sonora de la sèrie que incloïen la peça, com la Star Child Selection (28 de gener de 2000), la recopilació Super Robot Tamashii 2003 (25 de juny de 2003), Super Robot Tamashii The Best Vol. 3 (10 de desembre de 2003), Super Robot Tamashii Best & Live (2 de febrer de 2005), pop'n music 12 Iroha AC CS pop'n music 10 (13 d'abril de 2005), Super Robot Tamashii Shudaika Best Collection 2 (7 de setembre de 2005), Super Robot Tamashii Best & Live (Girls Edition 2), Super Robot Live Request Best (22 de febrer de 2006), Super Robot Tamashii Live Robo Song Collection (14 de febrer de 2007), The Best!! Super Robot Tamashii Girls Best Collection (28 de novembre de 2007), Kid Song★Hit Paradise! (26 de setembre de 2008), Super Robot Tamashii Nonstop Mix Vol. 4 (Girls) (12 de novembre de 2008), Brass Band Koushien 3 (27 de febrer de 2008) i Nekoism 〜 Neko Oikawa Sakuhin -shū (21 de febrer de 2018).
Per a "El centre del món clama l'amor", l'últim episodi de l'anime, Sagisu va reorganitzar l'acompanyament i la melodia de la cançó en dos instruments: "The Heady Feeling of Freedom" i "Good, or Don't Be", per a piano, piano elèctric, guitarra acústica, violins i violoncels. Es van afegir diversos remescles del senzill a les recopilacions Dancemania. La versió de Shihori es va incloure als àlbums Dancemania Summer Story 2008 (25 de juny de 2008), Wa-euro Best (5 d'agost de 2009), Dancemania Summer Story 2009 (10 de juny de 2009) i Best of Wa - Euro Best (21 de juliol de 2010), la de Mint a Himetra Best (14 de maig de 2008) i Himetra Anime * Mix (21 de gener de 2009), mentre que la versió de Diana Gross s'incloïa a la recopilació Him Trace 3. Després es van incloure altres remescles en les recopilacions de Dancemania Speed: Anime Speed (25 de maig de 2005), Anime Speed Newtype Edition (19 de juliol de 2006), Happy Speed (18 d'abril de 2007) i Himetra Speed (30 de juliol de 2008).

### Actuacions en directe

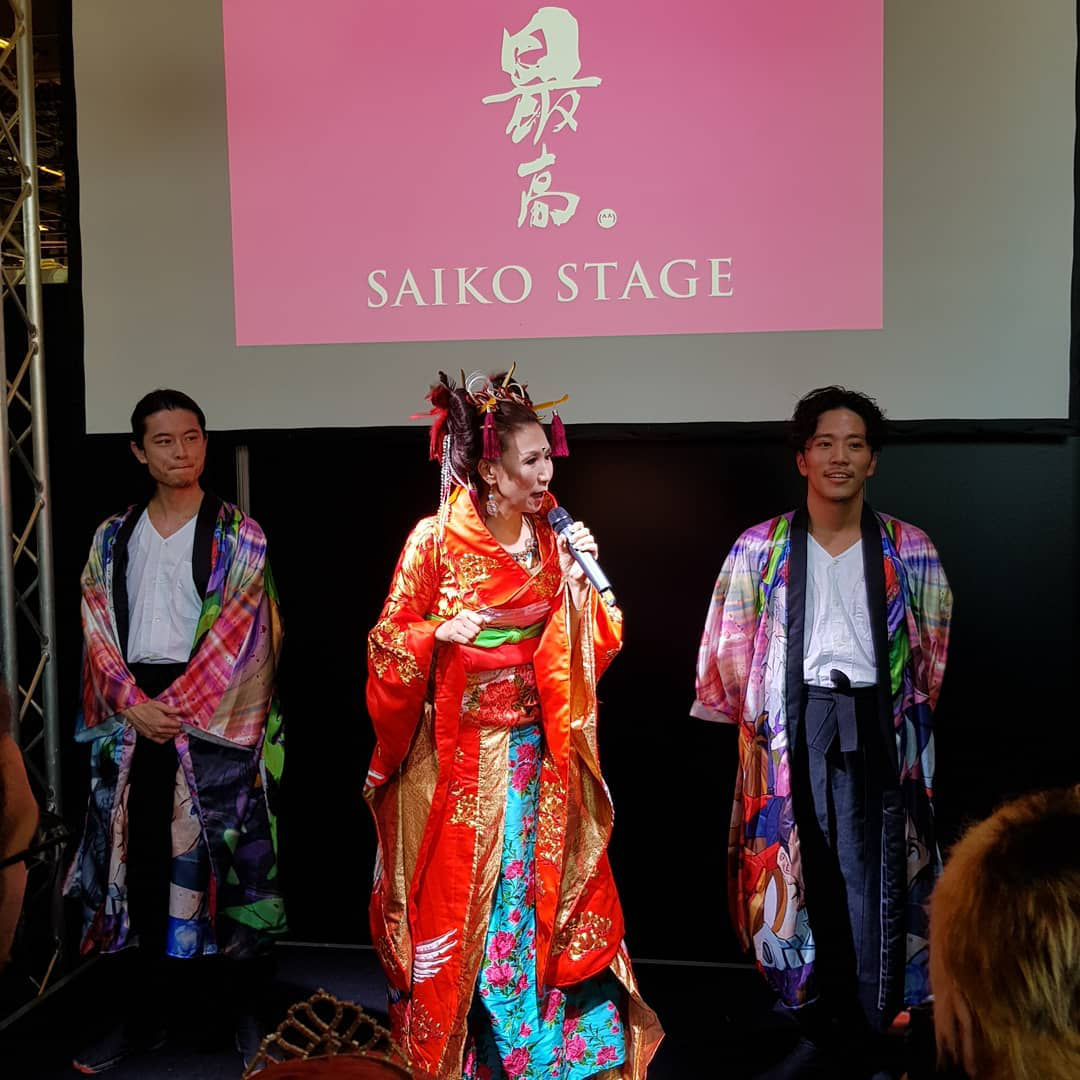
Yōko Takahashi canta "Zankoku na tenshi no these" a la Japan Expo 2019 de París.

Takahashi va cantar "The Cruel Angel's Thesis" el 2015 a l'Expo Anime de Los Angeles. El 2017 va actuar durant el Billboard Live a Tòquio, rebent una càlida acollida per part del públic. El 20 de juny de 2018 va interpretar la peça durant l'Evangelion World Tour, organitzat per promoure la reedició de la pista amb àudio restaurat i remasteritzat juntament amb Tamashī no refrain (魂のルフラン, Tamashī no rufuran, trad. "La tornada de l'ànima"), tocant no només en diverses etapes japoneses, sinó també a França i a Hong Kong. El juny de 2019, la cantant va actuar a la Japan Expo de París, cantant peces de la banda sonora de Neon Genesis Evangelion poc abans d'una previsualització oficial de la pel·lícula Evangelion: 3.0 + 1.0 i conjuntament amb el llançament de l'anime a Netflix. Per a l'ocasió, a més, tot Neon Genesis Evangelion I es va afegir el 21 de juny a Spotify, inclòs "Zankoku na tenshi no these." El 2020 es va anunciar un esdeveniment dedicat a l' Operació Yashima d'Evangelion a la ciutat de Hakone, una zona on se situa la ciutat fictícia de Neo Tokyo-3; per a l'ocasió es van anunciar nous articles de marxandatge sobre la sèrie. Durant l'esdeveniment, organitzat en dues dates (28 de març i 23 de maig), estava prevista una representació en directe de "Zankoku na tenshi no these" de Takahashi; no obstant, les dates es van ajornar a causa de la pandèmia de COVID-19. El 3 d'octubre del mateix any Takahashi va participar en la inauguració d'una reproducció de l'Eva-01 al parc d'estudi Toei Kyoto a Ukyō-ku, cantant "Zankoku na tenshi no these" al palmell de la mà de l'humanoide.

### Versions de Yōko Takahashi

#### Remix
Els àlbums de Takahashi incloïen altres versions de "Zankoku na tenshi no these"; l'arranjament del senzill original era propietat de King Records per drets d'autor, de manera que, per raons legals, les companyies discogràfiques que van publicar les obres de la cantant van haver de confiar en disposicions sempre diferents. A l'àlbum Best Pieces, publicat el 10 de febrer de 1999, es va afegir la "Version '96", que després es va incloure a Super Value Yoko Takahashi, publicat el 19 de febrer de 2001 per Universal Music. A ～refrain～The songs were inspired by Evangelion (6 de novembre de 1997) es va afegir un remix anomenat "Ambivalence Mix", més una versió instrumental anomenada "Epilogue de these" editada per Tony Orly. El 1999 també es va produir una nova versió de "Zankoku na tenshi no these", titulada Remix for Peace i inclosa a l'àlbum Best Pieces II de Takahashi, publicat el 10 de febrer del mateix any, així com a les col·leccions dels èxits de Takahashi, com ara Yoko Takahashi Best 10 (17 de gener de 2007), Yoko Takahashi Essential Best (19 de desembre de 2007) i Golden☆Best Yoko Takahashi, múltiples versions del qual es van publicar el 25 de febrer de 2004, el 5 de desembre de 2012 i el 5 de desembre de 2018. Un altre remix, Harmonia Version, va ser afegit en un altre àlbum de la intèrpret, Li-La, i després es va tornar a publicar a Li-La +3, el 2 d'octubre de 2013, publicat juntament amb Remix for Peace.

#### Regravacions

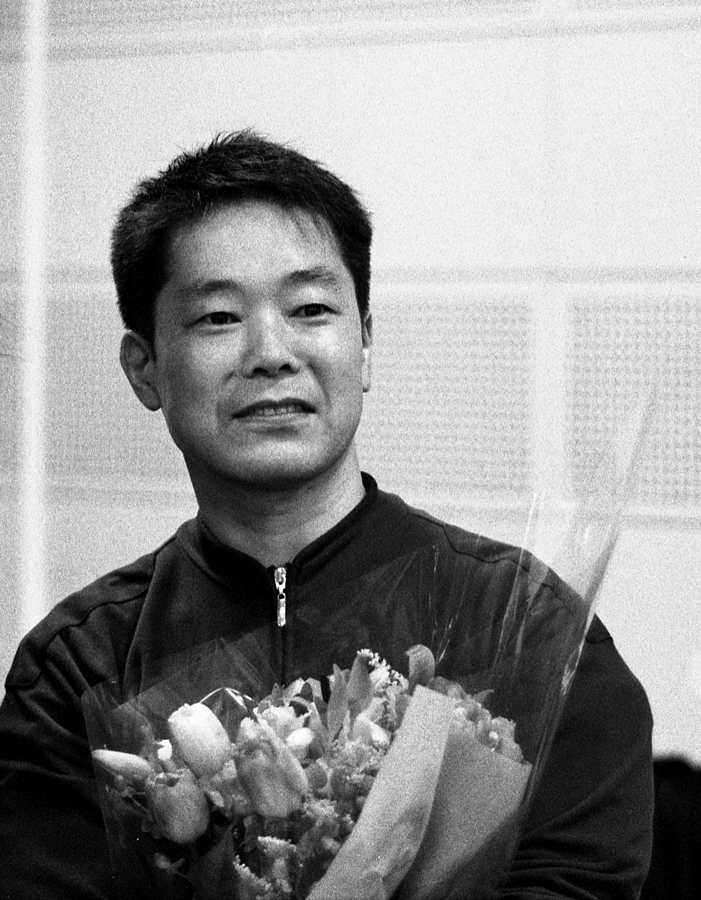
Eitetsu Hayashi, arranjador de la versió "Matsuri Spirit"

El 2009 Yōko Takahashi va gravar noves versions de "Zankoku na tenshi no these" i "Fly Me to the Moon", llançades en un senzill el 13 de maig, juntament amb la presentació d'una sèrie de pachinko a Evangelion anomenada CR Shinseiki Evangelion: Saigo no shisha (ＣＲ新世紀エヴァンゲリオン ～最後のシ者～, lit. "CR Neon Genesis Evangelion: L'últim missatger sacrificable") i amb una funda dissenyada per Takeshi Honda. La versió de 2009 es va incloure al recopilatori 20th century Boys & Girls de la cantant, publicat el 23 de juny de l'any següent i, deu anys després, al miniàlbum Evangelion Extreme, publicat per King Amusement Creative i que contenia les pistes utilitzades en els diversos paquets dedicats a la sèrie. El 2005 es va gravar una nova versió de la cançó, de nou amb Takahashi a la veu i quaranta-set segons més que l'original, amb motiu del 10è aniversari de la sèrie. La nova versió, anomenada "10th Anniversary Edition", va ser inclosa com la dotzena pista de Neon Genesis Evangelion Decade. Michio Nakagoe va participar com a enginyer de so i mescla, mentre que els músics eren Mineaki Matsumoto al piano, Tatsu Kase al contrabaix, Yuichi Tokashiki a la bateria, Masanobu Fukuhara a la guitarra elèctrica, Eric Miyagi i Koji Nishimura a la trompeta, Eijiro Nakagawa al trombó, Osamu Koike al saxo alt, Hiroshi Yaginuma al saxo tenor i Atsushi Kurokatsuno al saxo baix.
El 2015 la cantant va llançar una nova versió de la composició, anomenada "2015 Version" i gravada en una única sessió en directe amb només acompanyament de guitarra acústica per al seu tretzè àlbum d'estudi, 20th century Boys & Girls II, publicat el 22 d'abril de King Records. Dos anys més tard es va incloure un nou arranjament a l'antologia Yoko Sings Forever (22 de març de 2017), titulada "2017 Version"; també en aquest cas la gravació es va fer en directe, amb piano de Marashii i orgue de Satoshi Takebe. Al principi estava previst un senzill anomenat "Zankoku na tenshi no these ~ Tamashii no rufuran", mai inclòs a la versió final. El juliol de 2019, "Zankoku na tenshi no these" es va utilitzar al videojoc d'estratègia The Battle Cats; per a l'ocasió Takahashi el va gravar cantant només amb la paraula にゃ (nya), onomatopeia japonesa per al miol del gat (meu). Tot i la senzillesa del text durant la gravació, la intèrpret va tenir algunes dificultats, havent de sospesar l'èmfasi i la flexió correcta de cada «nya». La versió es va carregar als canals d'Oricon i MaiDiGiTV, superant el milió de visualitzacions per als dos vídeos. El mateix any Eitetsu Hayashi va produir un nou arranjament de "Zankoku na tenshi no these", estilísticament proper als sons de la música tradicional japonesa i feta principalment amb daiko; es va estrenar al canal oficial de YouTube de King Amusement Creative com "Zankoku na tenshi no these: Matsuri Spirit", es va llançar completament el 24 de juliol.

### Versions estrangeres
La companyia de televisió de Shenzhen va adquirir Evangelion per a un doblatge en xinès; la primera traducció no va ser aprovada per l'Administració Nacional de Ràdio i Televisió, una agència ministerial del Consell d'Estat de la República Popular de la Xina i, per tant, la sèrie es va traduir i doblar de nou, eliminant el contingut que es considerava inadequat per a un públic jove i canviat el nom en xinès simplificat: 美丽天使的行动纲领, literalment 'El pla d'acció del bell àngel', també anomenat en xinès simplificat: 勇敢的少年, literalment 'El noi valent'. L'anime es va emetre després entre 1999 i 2001.

## Videoclip
Per a "Zankoku na tenshi no these" Gainax va crear una cançó temàtica d'uns noranta segons, confiada als animadors Takeshi Honda i Shinya Hasegawa. La producció va trigar una mica, juntament amb la dels primers episodis de la sèrie; el juliol de 1995, quan es van estrenar els dos primers episodis al segon festival de la companyia, el vídeo encara no estava acabat. Es va completar al setembre del mateix any, poc abans de l'emissió oficial de l'anime a TV Tokyo. El vídeo consta d'uns 2160 fotogrames dividits en vuitanta-quatre escenes, amb una mitjana d'una seqüència per segon. El personal de Gainax va intentar crear un efecte retro, rendint homenatge i imitant temes de treballs anteriors. El nom de Hideaki Anno es va inserir en lletres grans en els darrers segons, aparentment "tallat" dels braços de l'Eva-01 i tan gran que va ocupar tota la pantalla, subratllant la forta empremta del director en tots els aspectes de la sèrie.
El vídeo de la versió televisiva conté diverses referències culturals, més particularment a la religió cristiana i al judaisme. Als marcs inicials apareix un punt blau brillant que s’expandeix com una gota d'aigua i està envoltat per un cercle del mateix color. La imatge, segons el guió, representa l'inici de l'univers; el símbol, a més, podria referir-se a la relació entre Déu i la creació, comparada per alguns pensadors a la que hi ha entre un punt i un cercle, símbol d'unitat i plenitud. Després del punt de llum, apareix una figura amb dotze ales sobre un fons vermell, similar a algunes representacions de querubins. Segueix una flama celestina, que fa referència al concepte d'ànima o "respiració vital", que adquireix una certa importància en el transcurs dels esdeveniments de la sèrie; la imatge també representa la primera imatge visible d'un nadó acabat de néixer. Un altre símbol religiós és una doble representació de l'arbre de la vida, en referència al Projecte de Complementació Humana de la sèrie. Posteriorment veiem un marc de Rei Ayanami tocant el vidre d'una finestra.
A la pantalla s’alternen, entre d'altres, la imatge de la mà d'Eva-01 coberta de sang, que després s’utilitzava per al divuitè episodi, i de la 01 que mostra dotze ales de llum, preses per al final, juntament amb ràpids fotogrames de subtítols blancs un fons negre o viceversa, mapes, esbossos a llapis, un dibuix de Kaworu Nagisa, imatges de Misato Katsuragi, Ryōji Kaji i Ritsuko Akagi, el primer àngel Adam i una esfera vermella lluminosa, l'element S². Per a les ales de llum del 01, els autors es van inspirar en la figura cristiana de Llucifer, un àngel caigut que, segons la iconografia tradicional, té dotze ales. El vídeo acaba amb un text escrit, segons els guions il·lustrats oficials, en símbols angelicals; el segon any representa documents anomenats pergamins del Mar Mort. L'escriptura a mà dels personatges és similar a la del Sefer Raziel HaMalach.
Un segon vídeo per a la versió completa de "Zankoku na tenshi no these" es va publicar per a l'edició de vídeo de la sèrie. Produït sota la direcció de Masayuki, antic ajudant de direcció de la sèrie original, és completament diferent del de l'emissió de televisió i inclou fotogrames de la versió retallada del director dels episodis i escenes de la pel·lícula La fi, estrenada el 1997, així com altres subtítols amb caràcters blancs sobre fons negre escrits i coordinats per Hideaki Anno en persona. El vídeo es va publicar en alta definició al canal oficial de YouTube de King Records el 20 de juny de 2018.

## Acollida
"Zankoku na tenshi no these" va gaudir d'una notorietat duradora entre els fans de l'animació, apareixent immediatament a les enquestes de popularitat. La cançó es considera una de les més belles i emblemàtiques de la subcultura otaku, així com un dels senzills més reconeixibles de la història de l'animació japonesa, trobant una renovada popularitat amb el llançament de la tetralogia cinematogràfica Rebuild of Evangelion.

### La cançó

#### Reconeixements
El 1996 i 1997, és a dir, després de la conclusió de la primera emissió de Neon Genesis Evangelion, "Zankoku na tenshi no these" va ser elegit el millor tema del moment en una enquesta anual realitzada per la revista especialitzada Animage; el segon any va obtenir més del doble de vots que el segon classificat, Give a Reason de Megumi Hayashibara. Fins i tot TV Asahi va ser capaç de subratllar la seva fama a les enquestes de popularitat: el 2002 va obrir una enquesta sobre les cançons més inoblidables de la història de l'animació japonesa i el senzill va aconseguir conquistar el 55è lloc; més tard va arribar al 18è en un rànquing de la mateixa TV Asahi limitat als temes produïts a partir dels anys noranta.
Amb el pas dels anys la fama de la composició no ha disminuit; el 2016 va conquerir la màxima posició d'una enquesta sobre els anisongs preferits dels anys 90 per part dels usuaris d'Anime News Network i una sobre els millors anisongs mai realitzats per una mostra de prop de set mil persones per la revista CD & DL Data. El 2018, el lloc japonès Anime Anime va preguntar als seus usuaris quines eren les bandes sonores de dibuixos animats que voldrien com a himne nacional, i "Zankoku na tenshi no these" va arribar al tercer lloc, mentre que l'any següent va ser el segon títol més cantat pel públic femení del lloc web Merumo.

#### Opinió crítica

Gràcies a "Zankoku na tenshi no these" Takahashi va guanyar popularitat entre els entusiastes de l'animació i el públic en general.

"Zankoku na tenshi no these" va ser ben rebuda per la crítica. Terrance Pyror d'Axs.com i Otaku Kart van incloure la cançó entre els millors temes de la història dels dibuixos animats japonesos. Casey Baseel de Sora News i Ederlyn Peralta de Comic Book Resources el va citar juntament amb "Fly me to the Moon" entre les cançons més icòniques de l'animació japonesa. Salvatore Cardone d'Everyeye.it va descriure "Zankoku na tenshi no these" com «una de les peces més emocionants de la història, capaç de transportar l'espectador gràcies a la seva inconfusible melodia». Eduardo Luquin de CBR va elogiar l'ambient subjacent, escrivint: «És com un tren publicitari […] o un tret al principi de la cursa». Per a Lauren Orsini (Forbes) i Noah Black (Mcccagora.com) és «instantani» i «terriblement enganxós». Matt Fagaly de Crunchyroll i Tom Pinchuk de Geek &amp; Sundry van elogiar el contrast entre els temes foscos i pessimistes de la sèrie i el seu to alegre. Es va fer ressò el lloc Anime Planet, segons el qual: «És simplement una peça preciosa, que ara és bastant rara per a l'anime actual». Amb motiu del llançament de l'anime a Netflix, el tema es va tornar a analitzar i revisar. David Levesley de Gentlemen's Quarterly la va descriure com una cançó «excepcional», mentre que Junichi Tsukagoshi d'Animate Times la va anomenar «un cant diví que tothom coneix» i Laura Mucci (Everyeye.it) «un element curiós del folklore cultural», «una mena d'equivalent a Nel blu dipinto di blu japonès» Jaime Altozano va destacar que produïa emocions contradictòries a la vegada i va valorar el contrast entre dos ritmes, el més repetitiu que va anomenar 3-3-2 i el 4/4 que utilitza quan vol destacar un moment, així com l'ús d'appoggiatures. CBR la va classificar com la millor cançó dels anys noranta i la tercera més bella de tots els temps i WatchMojo la segona entre les més captivadores de la història.

### El videoclip
El videoclip de "Zankoku na tenshi no these" també va rebre elogis del públic i de la crítica. Segons el llibre Neon Genesis Evangelion: The Unofficial Guide, escrit per Martin Foster i Kazuhisa Fujie, abans que la sèrie animada acabés, els espectadors consideraven que era confús i «poc clar», creient que no tenia connexions concretes amb els esdeveniments interns del sèrie. Segons ells, els fans que van seguir els esdeveniments s'haurien sorprès en descobrir que «tots els detalls de la història han estat ressaltats, subratllats o fins i tot només insinuats al tema inicial». La revista Newtype també va analitzar i elogiar el vídeo en un article dedicat a ell, qualificant-lo d'«excel·lent» i apreciant la densa quantitat de seqüències. Per a Nick Valdez de Comic Book, el vídeo és «ple d'imatges memorables», així com «un dels viatges més bells de la història». Dani Cavallaro, escriptor i crític especialitzat en animació japonesa, el va citar com a exemple de la «complexitat de l'animació» i de l'estil de Hideaki Anno, i el va descriure com «un intrigant conjunt de símbols místics, una combinació perfecta d'imatges, música i plans sofisticats». Per a ella, a més, «cada imatge contraposa elegantment una altra que es mou en sentit contrari», com les dues representacions de l'Arbre de la Vida, així com els fotogrames de Rei i Asuka, que es desplacen verticalment per la pantalla, i els de Misato, que en el seu lloc es mou al llarg de l'eix horitzontal.

### Popularitat

#### Èxit en el karaoke

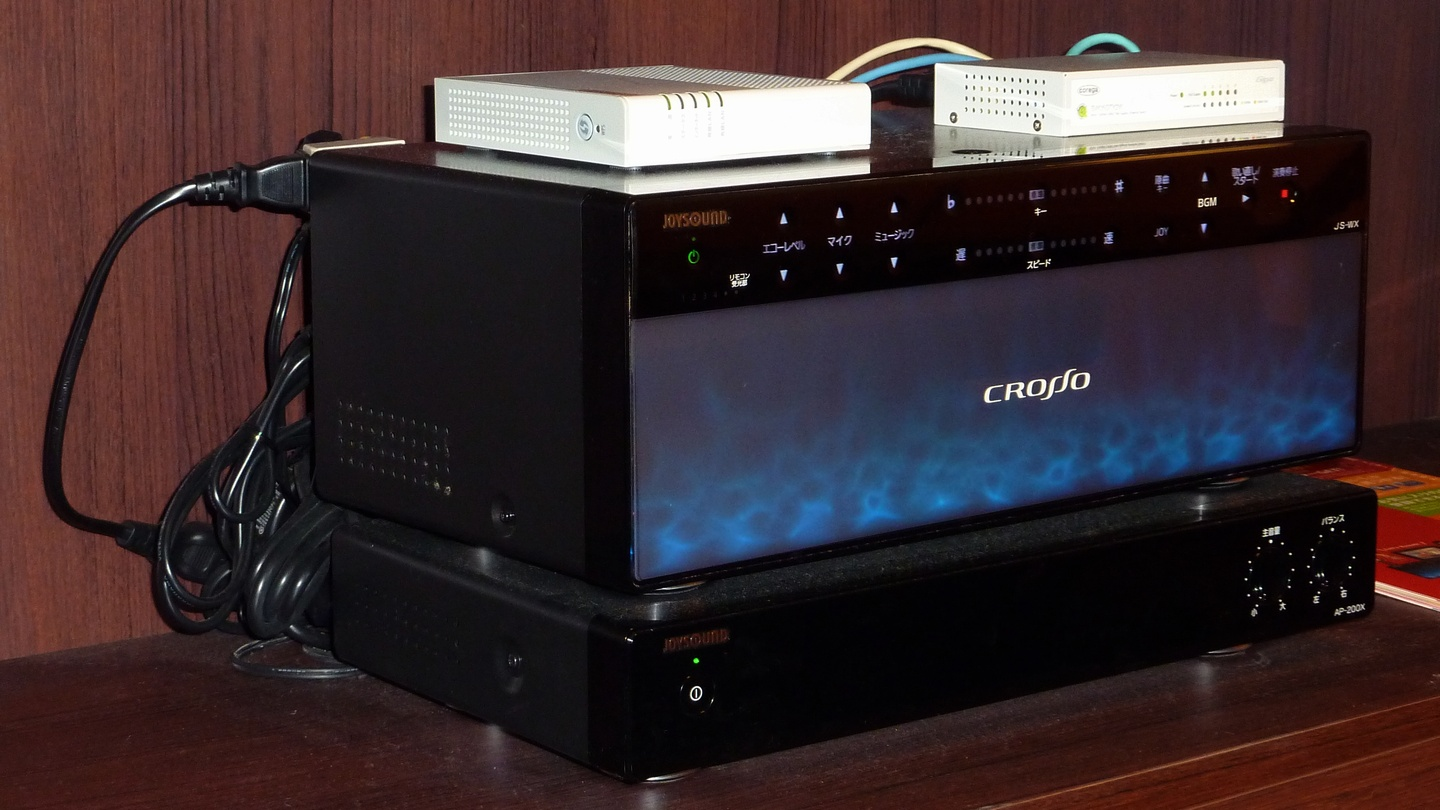
Un karaoke de Joysound.

"Zankoku na tenshi no these" va ser i continua sent una de les peces més populars del karaoke japonès, havent romàs a les llistes de karaoke d'Oricon durant anys. El 2013 va ocupar el tercer lloc en una enquesta de Koebu.com sobre les millors cançons de karaoke de la història. El 2014, la companyia Joysound va elaborar una llista dels temes d'anime més populars de l'any i la va situar al primer lloc. La cançó també va reaparèixer entre les vint cançons més cantades de la primera meitat del mateix any, i també havia aparegut a les llistes anteriors; el 2007 havia aconseguit conquerir el vintè lloc, el 2009 el segon, i la primera setmana de juny de 2013, el sisè. Un resultat similar es va registrar el 2015; Charapedia va preguntar a uns deu mil fans dels animes quines eren les seves cançons preferides de karaoke i va superar tota la resta. Al març del mateix any, el lloc web de Nico Nico News va preguntar a més de tres-cents adults quina era la cançó anime més molesta i que estaven més cansats d'escoltar cantar, i "Zankoku na tenshi no these" es va disparar amb un 40,6% dels vots totals.
El 2017, el 2019 i el 2020 va tornar a entrar entre les cançons més populars del karaoke japonès de Joysound, les enquestes de popularitat i les llistes de Karatetsu. El 18 de febrer de 2017 NHK BS Premium va emetre en directe un programa sobre els millors anisongs anomenat Countdown LIVE Anisong Best 100!, en què el senzill va ser nominat al vuitè lloc. Joysound la va indicar com la peça més interpretada del karaoke del període Heisei, és a dir, dels trenta anys anteriors de la història japonesa, i la segona anisong més cantada de la primera meitat del 2020, sota el llançament del senzill Gurenge de LiSA.

#### Vendes i certificacions

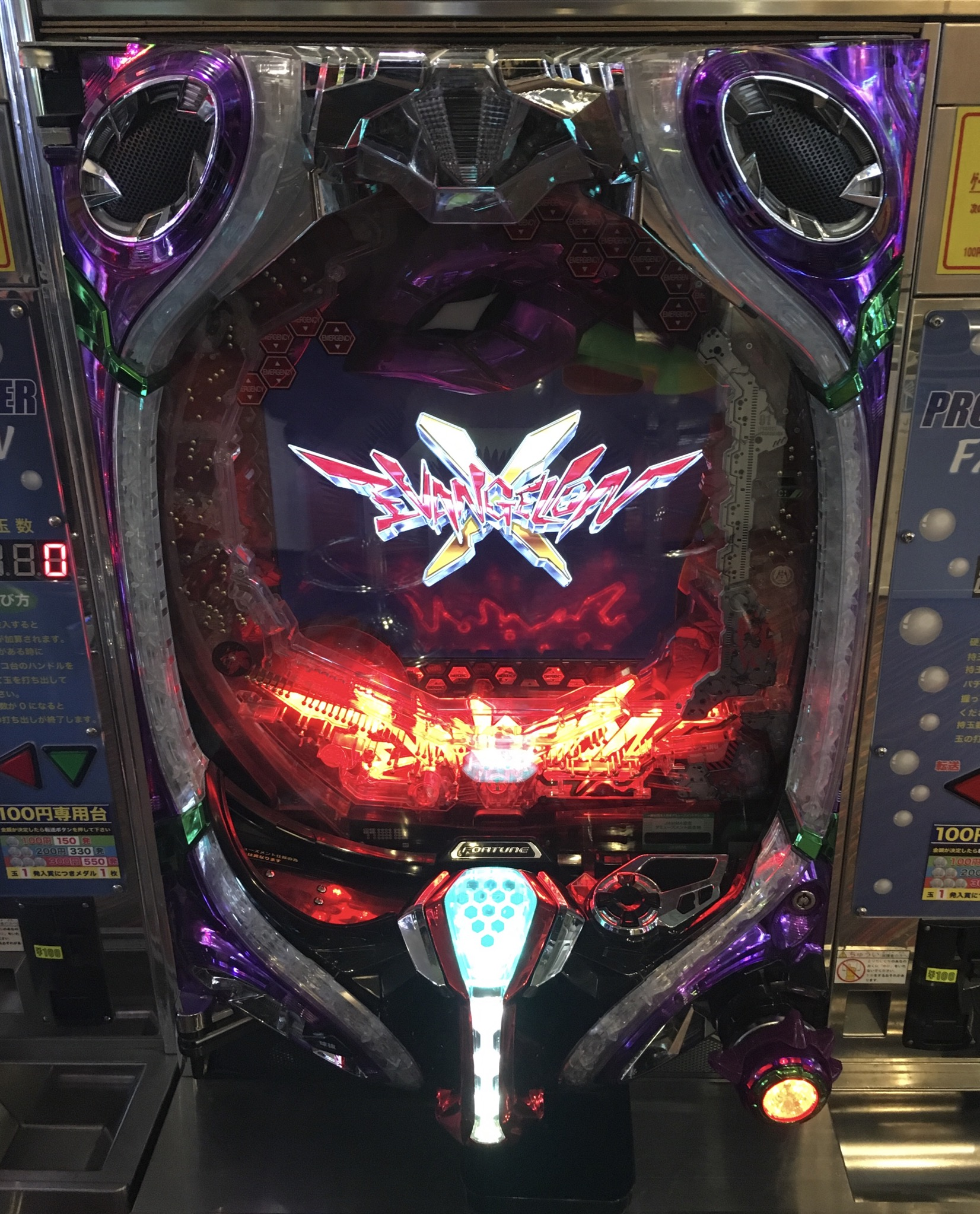
Gràcies al pachinko, "Zankoku na tenshi no these" ha recaptat uns trenta milions de iens per any durant vint anys sencers.

La cançó es va popularitzar durant la primera emissió de Neon Genesis Evangelion. La versió original del senzill, llançada el 25 d'octubre de 1995, es va classificar vint-i-dues vegades a les llistes setmanals d'Oricon, arribant al número 27. Quan es va llançar juntament amb "Fly me to the moon" de Claire, en canvi, va romandre durant seixanta-una setmanes a les llistes. Ja el 1997, o poc després de la conclusió de la primera emissió de l'anime i el llançament de la pel·lícula Neon Genesis Evangelion: Death &amp; Rebirth, va obtenir el disc d'or i diamants (anomenat "Milió" al Japó), mentre que l'edició amb "Fly me to the moon" va ser certificada platí. La versió del 2003 va aconseguir mantenir-se durant nou setmanes. El remix del 2009 també va tenir èxit; al juny i juliol, després del llançament del nou senzill, "Zankoku na tenshi no these" es va convertir en l'anisong més popular, va aparèixer durant catorze setmanes a les llistes d'Oricon i va assolir el 22è lloc. Les vendes generals de les diferents versions van superar la marca del milió de còpies.
El 2011, quinze anys després de la seva estrena, la Societat Japonesa per als Drets d'Autors, Compositors i Editors va atorgar la cançó, en situar-la en el primer lloc als Premis JASRAC, un rànquing especial de les peces amb els drets d'autor més rendibles de la música japonesa, calculat, entre altres coses, mitjançant la venda digital, el pachinko i el karaoke. La peça ja havia aparegut a les llistes d'èxits anteriors: el 2008 havia aconseguit el setè lloc, el vuitè el 2009 i el tercer l'any següent. Al maig de 2012, Zankoku na tenshi no these va ser certificat tres vegades platí per la Recording Industry Association of Japan. La popularitat en màquines de karaoke i pachinko va enriquir Neko Oikawa. El 2015, la compositora va afirmar que havia guanyat més de cent milions d'iens a través de royalties de "The Cruel Angel's Thesis", amb una col·lecció d'un ien per cada obra en karaoke japonès; el pachinko va resultar particularment rendible, amb ingressos d'almenys trenta milions d'iens per any.

## Influència cultural i marxandatge

### Popularitat a l'era d'Internet

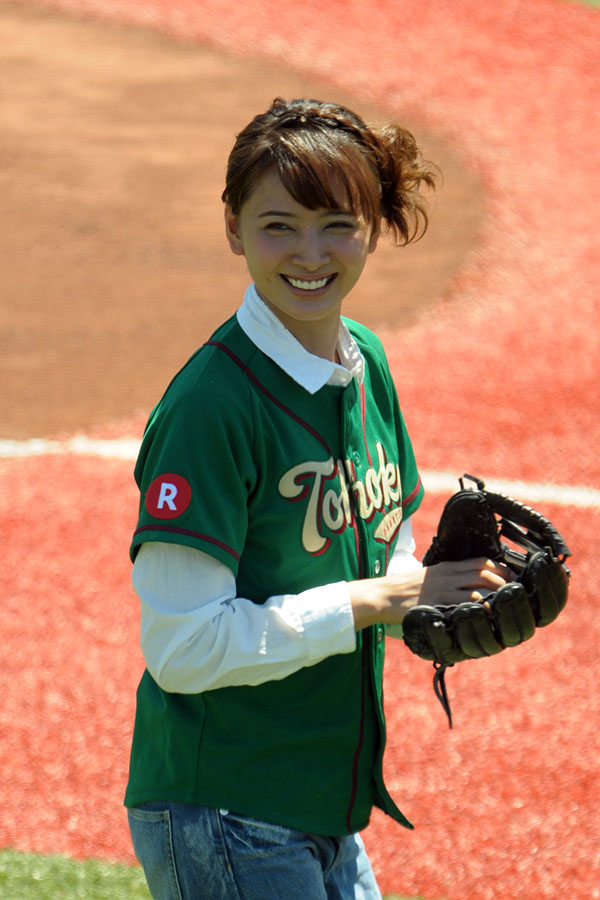
L'actriu Natsuki Katō, declarada fan de "Neon Genesis Evangelion", va participar en una paròdia televisiva del vídeo del tema de la sèrie el 2010.

"Zankoku na tenshi no these" s'ha convertit amb els anys en una de les cançons més reconeixibles de l'escena otaku. Ja a finals dels anys noranta i principis de la dècada de 2000, va començar a circular en llocs web i als primers fòrums de filksong i música douga (o MAD), és a dir, videoclips tributs destinats a recrear la música i el vídeo de la cançó temàtica, realitzats en animació o amb actors de carn i ossos. Des de 2006, amb el surgiment de YouTube, s’han estès encara més a Internet, circulant amb el nom de X-gelion (○○ゲリオン) o A Cruel X's Thesis (残酷な○○のテーゼ); alguns vídeos van ser eliminats de les plataformes per motius de drets d'autor, atesa la política dels estudis Gainax i Khara.
Malgrat les restriccions de drets d'autor, el vídeo musical continua sent homenatjat o parodiat pels internautes, mitjançant remix, mashups i versions fetes amb diferents instruments musicals, com ara piano, percussió i calculadores. Amb els anys, la notorietat de "Zankoku na tenshi no these" ha crescut exponencialment, generant mems. El 2018, un usuari de Twitter va combinar la cançó amb el videoclip de Party Rock Anthem de LMFAO; el vídeo es va fer viral i Party Rock Anthem també es va convertir en un mem, amb dotzenes de variacions posteriors en diferents plataformes. L'agost del 2019, la Societat Esportiva Monopoli de 1966 va obrir una votació per deixar que els seus seguidors triessin la cançó d'exultació de l'equip per començar tots els objectius; va quedar segona per uns quants vots, immediatament després de 7 miiardi de Massimo Pericolo. L'any següent, durant el periode de tancament per la pandèmia per COVID-19 a Itàlia, es va penjar un vídeo d'alguns italians cantant tots junts en veu alta des dels balcons de casa seva i editat amb "Zankoku na tenshi no these" al fons; el vídeo de quarantena també s'ha convertit en un mem particularment viral a Internet.

### Aniversaris i altres usos

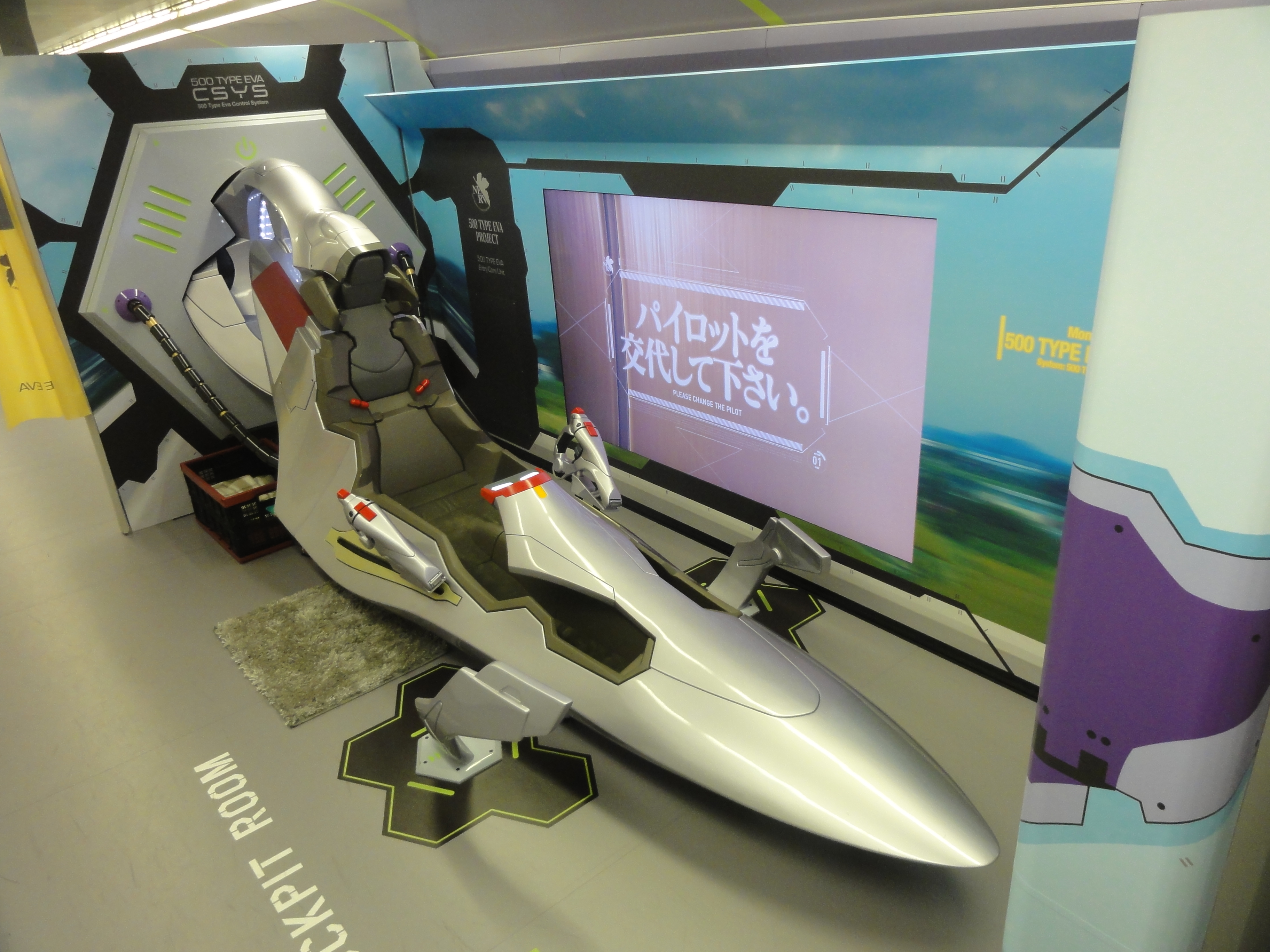
"Zankoku na tenshi no these" es va utilitzar per als anuncis i les característiques del model 500 Eva, un tren Shinkansen de la Sèrie 500 dedicat a la sèrie.

La peça es va utilitzar en videojocs i pachinko inspirats en Evangelion. L'agost de 1997, la revista japonesa June, especialitzada en manga i anime homoeròtics (shōnen'ai), va publicar un volum titulat Zankoku na tenshi no yō ni (残酷な天使のように, lett. "Com un àngel despietat"), el títol del qual està extret del primer vers del tema; conté una llarga entrevista amb Hideaki Anno, així com una curta paròdia dōjinshi per part d'un membre del personal de la sèrie i la d'altres mangakes establerts a l'escena yaoi. El 2014 Sony va llançar un DAT Walkman especial sobre la sèrie, en homenatge a l'utilitzat pel personatge de Shinji Ikari; el paquet incloïa una targeta especial de la botiga de música japonesa Mora per descarregar la versió original de Zankoku na tenshi no these a les botigues Sony de Ginza, Nagoya i Osaka. Per celebrar el vintè aniversari de la primera emissió de l'anime, es va construir un carrer musical que reproduïa la cançó a Hakone, el lloc on es troba la ciutat fictícia de Neo Tokyo-3 de la sèrie; a través de les sacsejades causades per solcs especials a l'asfalt, el conductor, a una velocitat òptima de quaranta quilòmetres per hora, podia escoltar la cançó al llarg d'una ruta panoràmica al llac Ashi.
El 2018, Evastore, la botiga oficial dedicada íntegrament a la sèrie, va anunciar el llançament del senzill en un format digital restaurat, produint articles de merchandise dedicats a ell, com ara samarretes, pòsters i postals metàl·liques. El 5 de maig del mateix any la peça es va inserir en un episodi oficial de crossover entre Evangelion i la sèrie animada Shinkansen henkei robo Shinkalion. El 26 de desembre va ser interpretat en directe per Takahashi amb motiu de l'obertura d'un izakaya local dedicat a la sèrie; per a l'ocasió una beguda va ser anomenada Zankoku na tenshi no these. El 2019, simultàniament al llançament de l'anime a Netflix, el cantant japonès Toshi va interpretar la cançó durant una actuació de deu patinadors sobre gel durant l'espectable Fantasy on Ice. El lluitador estatunidenc Dio Maddin, fan de Neon Genesis Evangelion, va nomenar un dels seus últims moviments Cruel Angel's Thesis en honor seu. El 2020 es va anunciar un esdeveniment especial Evangelion a Tokyo Skytree, durant el qual es va projectar el vídeo de la cançó a l'observatori de la torre; l'esdeveniment es va allargar fins al maig de l'any següent. "Zankoku na tenshi no these" també es va utilitzar en un episodi de Seiyu's Life i homenatjat en altres sèries d'animació, com Hayate no gotoku!, Haiyore! Nyaruko-san i Regular Show.

## Pistes
Textos de Neko Oikawa i música de Toshiyuki Ōmori i Hidetoshi Satō, excepte "Fly Me to the Moon", de Bart Howard.
CD: KIDA-114 Zankoku na tenshi no these (1995)
| Núm. | Títol                                                                 | Durada |
| ---- | --------------------------------------------------------------------- | ------ |
| 1.   | «Zankoku na tenshi no these (残酷な天使のテーゼ)»                     | 4:06   |
| 2.   | «Tsuki no meikyū (月のめいきゅ)»                                      | 5:45   |
| 3.   | «Zankoku na tenshi no these (残酷な天使のテーゼ)» (Versió de karaoke) | 4:05   |
| 4.   | «Tsuki no meikyū (月のめいきゅ)» (Versió de karaoke)                  | 5:44   |

CD: KIDA-116 Zankoku na tenshi no these/Fly Me to the Moon (1995)
| Núm. | Títol                                             | Durada |
| ---- | ------------------------------------------------- | ------ |
| 1.   | «Zankoku na tenshi no these (残酷な天使のテーゼ)» | 4:06   |
| 2.   | «Fly Me to the Moon» (Claire)                     | 4:33   |

CD: KICM-3041 Zankoku na tenshi no these/Fly Me to the Moon (2003)
| Núm. | Títol                                                                                                   | Durada |
| ---- | --- | ------ |
| 1.   | «Zankoku na tenshi no these (残酷な天使のテーゼ)»                                                       | 4:06   |
| 2.   | «Fly Me to the Moon»                                                                                    | 4:33   |
| 3.   | «Zankoku na tenshi no these （OFF VOCAL Version) (残酷な天使のテーゼ （OFF VOCAL Version))»             | 4:05   |
| 4.   | «Fly Me to the Moon (OFF Vocal Version)»                                                                | 4:33   |
| 5.   | «Zankoku na tenshi no these （Director's Edit Version) (残酷な天使のテーゼ （Director's Edit Version))» | 4:05   |

CD: KICM-1272 Zankoku na tenshi no these 2009 Version (2009)
| Núm. | Títol                                                                                               | Durada |
| ---- | --------------------------------------------------------------------------------------------------- | ------ |
| 1.   | «Zankoku na tenshi no these 2009 Version (残酷な天使のテーゼ 2009 VERSION)»                         | 4:26   |
| 2.   | «Fly me to the Moon 2009VERSION»                                                                    | 4:32   |
| 3.   | «One Litte Wish»                                                                                    | 5:00   |
| 4.   | «Zankoku na tenshi no these 2009 Version (off vocal) (残酷な天使のテーゼ 2009 VERSION (off vocal))» | 4:26   |
| 5.   | «Fly me to the Moon 2009VERSION (off vocal)»                                                        | 4:32   |
| 6.   | «One Little Wish (off vocal)»                                                                       | 5:01   |

CD: KICM-3340 Zankoku na tenshi no these/Tamashī no refrain (2018)
| Núm. | Títol                                                                           | Durada |
| ---- | ------------------------------------------------------------------------------- | ------ |
| 1.   | «Zankoku na tenshi no these (残酷な天使のテーゼ)»                               | 4:07   |
| 2.   | «Tamashī no refrain (魂のルフラン)»                                             | 5:14   |
| 3.   | «Zankoku na tenshi no these off vocal ver. (残酷な天使のテーゼ off vocal ver.)» | 4:06   |
| 4.   | «Tamashī no refrain off vocal ver. (魂のルフラン off vocal ver.)»               | 5:09   |

CD: KICM-3362 Zankoku na tenshi no these Matsuri Spirit (2019)
| Núm. | Títol | Durada |
| ---- | --- | ------ |
| 1.   | «Zankoku na tenshi no these Matsuri Spirit (残酷な天使のテーゼ MATSURI SPIRIT)»                               | 4:36   |
| 2.   | «Zankoku na tenshi no these Matsuri Spirit off vocal ver. (残酷な天使のテーゼ MATSURI SPIRIT off vocal ver.)» | 5:14   |

## Formació

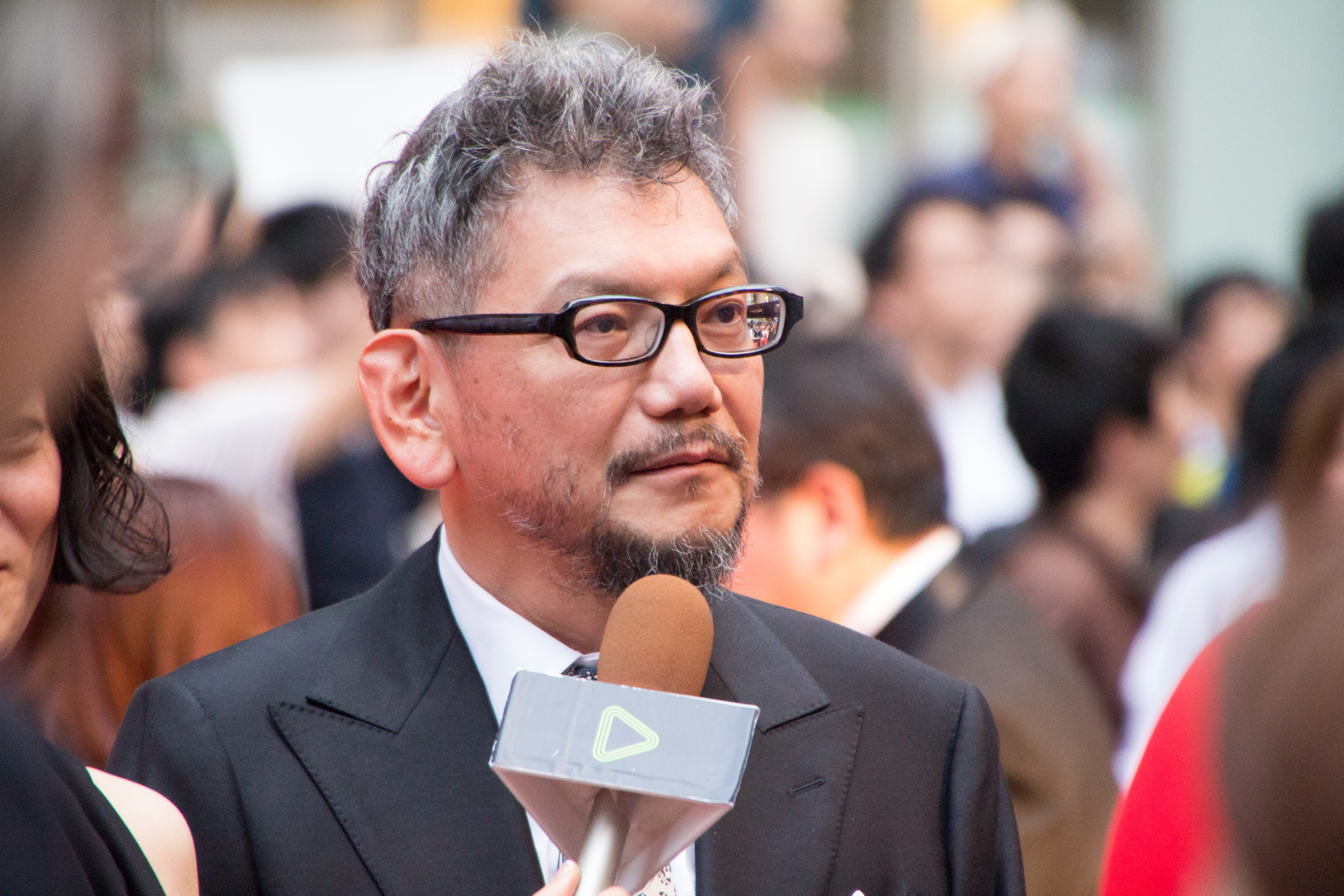
Hideaki Anno, director i escriptor principal de Neon Genesis Evangelion

Segons les notes del disc original, Neon genesis Evangelion - Original Soundtrack 1, els músics que van gravar les cançons són:
- Yōko Takahashi – veu
- Akira Okazawa – baix elèctric
- Junko Miyagi – piano
- Yuichi Tokashiki – bateria
- Fujimaru Yoshino – guitarra elèctrica
- Yasuyuki Watanabe – percussió
- Kiyoshi Saitō – flauta
- Eric Miyashiro – trompeta
- Masahiko Sugasaka – trompeta
- Hitoshi Yokoyama – trompeta
- Kōji Nishimura – trompeta
- Norio Koyama – trompeta
- Michio Kagiwada – trombó
- Sumio Okada – trombone
- Hiroyuki Minami – trompa
- Sumiharu Arima – trompa
- Tsutomu Maruyama – trompa
- Keiko Yamakawa – arpa
- Isao Kaneyama, Tomoko Kusakari – percussió
- Kayoko Isyuh – cor
- Shirō Sagisu - teclat, director d'orquestra
- Hijiri Kuwano Group – corda fregada

### Producció
- Hideaki Anno - productor artístic

## Gràfics
A continuació es mostren les posicions màximes assolides per les diverses versions del senzill a les llistes japoneses.
| Any  | Versió                                          | Millor Posició | Font    |
| ---- | ----------------------------------------------- | -------------- | ------- |
| 1996 | Zankoku na tenshi no these                      | 27             | [ 208 ] |
| 1996 | Zankoku na tenshi no these / Fly me to the Moon | 17             | [ 209 ] |
| 2003 | Zankoku na tenshi no these / Fly Me to the Moon | 41             | [ 213 ] |
| 2009 | Zankoku no tenshi no these Version 2009         | 22             | [ 216 ] |
| 2018 | Zankoku na tenshi no these / Tamashī no refren  | 36             | [ 271 ] |
| 2019 | Zankoku na tenshi no these Matsuri Spirit       | 142            | [ 272 ] |

## Versions
El 1996 es va publicar el quart àlbum de bandes sonores de l'anime, Neon Genesis Evangelion Addition, que contenia l'anomenat "Zankoku na tenshi no these (Director's Edit. Version II)", de 4:04 minuts de durada i cantada per Kotono Mitsuishi, Megumi Hayashibara i Yūko Miyamura, intèrprets de les tres protagonistes femenines de la sèrie, respectivament: Misato Katsuragi, Rei Ayanami i Asuka Langley Sōryū. El 2001, però, es va publicar el disc The birthday of Rei Ayanami (30 de març del 2001) dedicat al personatge de Rei; entre les pistes també hi ha un Zankoku na tenshi no these interpretat només per Hayashibara. La cançó es va afegir a bertemu, el setè àlbum de l'artista (llançat l'1 de novembre de 1996), i com a bonus a Center Color, l'onzè (llançat el 7 de gener de 2004). La mateixa Hayashibara va declarar que mentre cantava "Zankoku na tenshi no these", va pensar en l'escena en què Rei somriu per primera vegada a Shinji Ikari en la versió cinematogràfica d'Eva, evitant donar la impressió d'un personatge fred. Megumi Ogata, veu de Shinji, interpretava la peça periòdicament en els seus concerts. Junko Iwao, dobladora japonesa de Hikari Horaki, també va gravar la seva pròpia versió de bossa nova de la peça per al seu Anime On Bossa, publicat el 30 de gener de 2008.
Altres artistes que formen part del personal de Neon Genesis Evangelion han fet versions de la cançó temàtica, com ara Shōko Nakagawa, MIQ, Yōko Ishida, Masami Okui, Shizuka Itō, Mikuni Shimokawa, Toshi, Aya Hirano, Arlie Ray, Ryō Horikawa, Chihiro Yonekura, Akina Nakamori, Maya Sakura, Konomi Suzuki, Kikuko Inoue i Natsuki Katō. Entre els grups musicals, japonesos i estrangers, hi ha Animetal, Anipunk, Globe, Move, Flow, Glay, els Glory Gospel Singers, Anime That Jazz!, Max i Roselia, una banda de la franquícia multimèdia BanG Dream!.